# Campeonato Mundial de Hóquei no Gelo de 1935
O Campeonato Mundial de Hóquei no Gelo de 1935 foi a nona edição do torneio, disputada entre os dias 19 e 27 de janeiro de 1935 em Davos, Suíça, com 15 países participando,um recorde.  Os 15 times primeiro participaram da Fase Preliminar em quatro grupos (três grupos de 4 e um grupo de 3 times). Diferentemente do ano anterior, o Canadá participou da Fase Preliminar. Os dois primeiros de cada grupo avançaram à Segunda Fase, enquanto os sete times restantes jogaram uma Fase de Consolação para definir as posições de 9º a 15º. Na segunda fase houve dois grupos de 4 equipes. Os dois primeiros de cada grupo avançaram à Fase Final, com os restantes disputando do 5º ao 8º lugar.
O Canadá ganhou seu oitavo título mundial, enquanto o país sede, a Suíça, ganhou seu segundo campeonato europeu.

## Campeonato Mundial de Hóquei no Gelo (em Davos, Suíça)

### Fase Preliminar

#### Grupo A
Partidas 19 a 21 de janeiro

Hungria 6 - 0 Holanda

Suíça 6 - 1 Suécia

Suécia 6 - 0 Holanda

Suíça 1 - 1 Hungria

Suécia 3 - 0 Hungria

Suíça 4 - 0 Holanda
Classificação
| Pos. | Time          | J | Vitórias | Empates | Derrotas | Gols  | Saldo de gols | Pts. |
| ---- | ------------- | - | -------- | ------- | -------- | ----- | ------------- | ---- |
| 1    | Suíça         | 3 | 2        | 1       | 0        | 11: 2 | + 9           | 5:1  |
| 2    | Suécia        | 3 | 2        | 0       | 1        | 10: 6 | + 4           | 4:2  |
| 3    | Hungria       | 3 | 1        | 1       | 1        | 7: 4  | + 3           | 3:3  |
| 4    | Países Baixos | 3 | 0        | 0       | 3        | 0:16  | -16           | 0:6  |

#### Grupo B
Partidas 19 a 21 de janeiro

França 3 - 2 Polônia

Itália 2 - 0 Alemanha

França 1 - 1 Itália

Polônia 3 - 1 Alemanha

Itália 1 - 1 Polônia

França 2 - 1 Alemanha
Classificação
| Pos. | Time     | J | Vitórias | Empates | Derrotas | Gols | Saldo de gols | Pts. |
| ---- | -------- | - | -------- | ------- | -------- | ---- | ------------- | ---- |
| 1    | França   | 3 | 2        | 1       | 0        | 6:4  | +2            | 5:1  |
| 2    | Itália   | 3 | 1        | 2       | 0        | 4:2  | +2            | 4:2  |
| 3    | Polônia  | 3 | 1        | 1       | 1        | 6:5  | +1            | 3:3  |
| 4    | Alemanha | 3 | 0        | 0       | 3        | 2:7  | -5            | 0:6  |

#### Grupo C
Partidas 19 a 21 de janeiro

Romênia 2 - 1 Bélgica

Tchecoslováquia 2 - 1 Áustria

Áustria 6 - 1 Bélgica

Tchecoslováquia 4 - 2 Romênia

Áustria 2 - 1 Romênia

Tchecoslováquia 22 - 0 Bélgica
Classificação
| Pos. | Time            | J | Vitórias | Empates | Derrotas | Gols  | Saldo de gols | Pts. |
| ---- | --------------- | - | -------- | ------- | -------- | ----- | ------------- | ---- |
| 1    | Tchecoslováquia | 3 | 3        | 0       | 0        | 28: 3 | +25           | 6:0  |
| 2    | Áustria         | 3 | 2        | 0       | 1        | 9: 4  | + 5           | 4:2  |
| 3    | Romênia         | 3 | 1        | 0       | 2        | 5: 7  | - 2           | 2:4  |
| 4    | Bélgica         | 3 | 0        | 0       | 3        | 2:30  | -28           | 0:6  |

#### Grupo D
Partidas 19 a 21 de janeiro

Canadá 4 - 2 Grã Bretanha

Canadá 14 - 0 Letônia

Grã Bretanha 5 - 1 Letônia
Classificação
| Pos. | Time        | J | Vitórias | Empates | Derrotas | Gols  | Saldo de gols | Pts. |
| ---- | ----------- | - | -------- | ------- | -------- | ----- | ------------- | ---- |
| 1    | Canadá      | 2 | 2        | 0       | 0        | 18: 2 | +16           | 4:0  |
| 2    | Reino Unido | 2 | 1        | 0       | 1        | 7: 5  | + 2           | 2:2  |
| 3    | Letônia     | 2 | 0        | 0       | 2        | 1:19  | -18           | 0:4  |

### Segunda Fase

#### Grupo  A
Partidas 22 a 24 de janeiro
Tchecoslováquia 5 - 1 a.p. Itália

Canadá 5 - 2 Suécia

Tchecoslováquia 2 - 1 a.p. Suécia

Canadá 9 - 0 Itália

Suécia 1 - 1 Itália

Canadá 2 - 1 Tchecoslováquia
Classificação
| Pos. | Time            | J | Vitórias | Empates | Derrotas | Gols  | Saldo de gols | Pts. |
| ---- | --------------- | - | -------- | ------- | -------- | ----- | ------------- | ---- |
| 1    | Canadá          | 3 | 3        | 0       | 0        | 16: 3 | +13           | 6:0  |
| 2    | Tchecoslováquia | 3 | 2        | 0       | 1        | 8: 4  | + 4           | 4:2  |
| 3    | Suécia          | 3 | 0        | 1       | 2        | 4: 8  | - 4           | 1:5  |
| 4    | Itália          | 3 | 0        | 1       | 2        | 2:15  | -13           | 1:5  |

#### Grupo B
Partidas 22 a 24 de janeiro

Grã Bretanha 1 - 0 França

Suíça 1 - 1 a.p. Áustria

Grã Bretanha 4 - 1 Áustria

Suíça 5 - 1 França

Áustria 4 - 1 França

Suíça 1 - 0 Grã Bretanha
Classificação
| Pos. | Time        | J | Vitórias | Empates | Derrotas | Gols | Saldo de gols | Pts. |
| ---- | ----------- | - | -------- | ------- | -------- | ---- | ------------- | ---- |
| 1    | Suíça       | 3 | 2        | 1       | 0        | 7: 2 | +5            | 5:1  |
| 2    | Reino Unido | 3 | 2        | 0       | 1        | 5: 2 | +3            | 4:2  |
| 3    | Áustria     | 3 | 1        | 1       | 1        | 6: 6 | 0             | 3:3  |
| 4    | França      | 3 | 0        | 0       | 3        | 2:10 | -8            | 0:6  |

### Fase de Consolação (9º ao 15º lugar)

#### Grupo  A
Partidas 23 a 25 de janeiro
Polônia 12 - 2 Bélgica

Hungria 6 - 1 Bélgica

Polônia 1 - 1 Hungria
Classificação
| Pos. | Time    | J | Vitórias | Empates | Derrotas | Gols  | Saldo de gols | Pts. |
| ---- | ------- | - | -------- | ------- | -------- | ----- | ------------- | ---- |
| 1    | Polônia | 2 | 1        | 1       | 0        | 13: 3 | +10           | 3:1  |
| 2    | Hungria | 2 | 1        | 1       | 0        | 7: 2  | + 5           | 3:1  |
| 3    | Bélgica | 2 | 0        | 0       | 2        | 3:18  | -15           | 0:4  |

#### Grupo B
Partidas 23 a 25 de janeiro
Alemanha 5 - 0 Holanda

Romênia 3 - 2 Letônia

Romênia 6 - 0 Holanda

Alemanha 3 - 1 Letônia

Letônia 7 - 0 Holanda

Alemanha 3 - 0 Romênia
Classificação
| Pos. | Time          | J | Vitórias | Empates | Derrotas | Gols  | Saldo de gols | Pts. |
| ---- | ------------- | - | -------- | ------- | -------- | ----- | ------------- | ---- |
| 1    | Alemanha      | 3 | 3        | 0       | 0        | 11: 1 | +10           | 6:0  |
| 2    | Romênia       | 3 | 2        | 0       | 1        | 9: 5  | + 4           | 4:2  |
| 3    | Letônia       | 3 | 1        | 0       | 2        | 10: 6 | + 4           | 2:4  |
| 4    | Países Baixos | 3 | 0        | 0       | 3        | 0:18  | -18           | 0:6  |

9º lugar 27 de janeiro

Alemanha 5 - 1 Polônia

### 5º ao 8º lugar
Partidas de Classificação 26 de janeiro

Suécia 2 - 1 França

Áustria 2 - 1 Itália
5º lugar 27 de janeiro

Suécia 3 - 1 Áustria

### Fase Final (1º ao 4º lugar)
Partidas 26 a 27 de janeiro

Suíça 1 - 0 Grã Bretanha

Canadá 2 - 1 Tchecoslováquia

Canadá 6 - 0 Grã Bretanha

Suíça 4 - 0 Tchecoslováquia

Grã Bretanha 2 - 1 a.p. Tchecoslováquia

Canadá 4 - 2 Suíça
Classificação
| Pos. | Time            | J | Vitórias | Empates | Derrotas | Gols  | Saldo de gols | Pts. |
| ---- | --------------- | - | -------- | ------- | -------- | ----- | ------------- | ---- |
| 1    | Canadá          | 3 | 3        | 0       | 0        | 12: 3 | +9            | 6:0  |
| 2    | Suíça           | 3 | 2        | 0       | 1        | 7: 4  | +3            | 4:2  |
| 3    | Reino Unido     | 3 | 1        | 0       | 2        | 2: 8  | -6            | 2:4  |
| 4    | Tchecoslováquia | 3 | 0        | 0       | 3        | 2: 8  | -6            | 0:6  |

### Classificação Final - Campeonato Mundial
| Posição | Time            |
| ------- | --------------- |
| 1       | Canadá          |
| 2       | Suíça           |
| 3       | Reino Unido     |
| 4       | Tchecoslováquia |
| 5       | Suécia          |
| 6       | Áustria         |
| 7       | França          |
| 8       | Itália          |
| 9       | Alemanha        |
| 10      | Polônia         |
| 11      | Hungria         |
| 12      | Romênia         |
| 13      | Letônia         |
| 14      | Bélgica         |
| 15      | Países Baixos   |

### Classificação Final - Campeonato Europeu
| Posição | Time            |
| ------- | --------------- |
| 1       | Suíça           |
| 2       | Reino Unido     |
| 3       | Tchecoslováquia |
| 4       | Suécia          |
| 5       | Áustria         |
| 6       | França          |
| 7       | Itália          |
| 8       | Alemanha        |
| 9       | Polônia         |
| 10      | Hungria         |
| 11      | Romênia         |
| 12      | Letônia         |
| 13      | Bélgica         |
| 14      | Países Baixos   |